# Ганнівка (Лозівський район)
Га́ннівка — село в Україні, у Близнюківській селищній громаді Лозівського району Харківської області. Населення становить 174 осіб. До 2020 орган місцевого самоврядування — Добровільська сільська рада.

## Географія
Село Ганнівка знаходиться на правому березі річки Опалиха, є міст. На одному з струмків-приток зроблена загата ~ 3,5 га, на півночі примикає село Яковівка, на півдні — Добровілля. На південно-східній околиці села балка Крутий Яр впадає у річку Опалиху.

## Історія
- 1858 — дата заснування.

За даними 1859 року Ганнінське (інша назва Велике Галичеве) було панським селом, у якому було 22 подвір'я й 130 мешканців.
12 червня 2020 року, відповідно до Розпорядження Кабінету Міністрів України № 725-р «Про визначення адміністративних центрів та затвердження територій територіальних громад Харківської області», увійшло до складу Близнюківської селищної громади.
19 липня 2020 року, в результаті адміністративно-територіальної реформи та ліквідації Близнюківського району, увійшло до складу Лозівського району Харківської області.

## Економіка
- В селі є молочно-товарна ферма.